# DAF F220

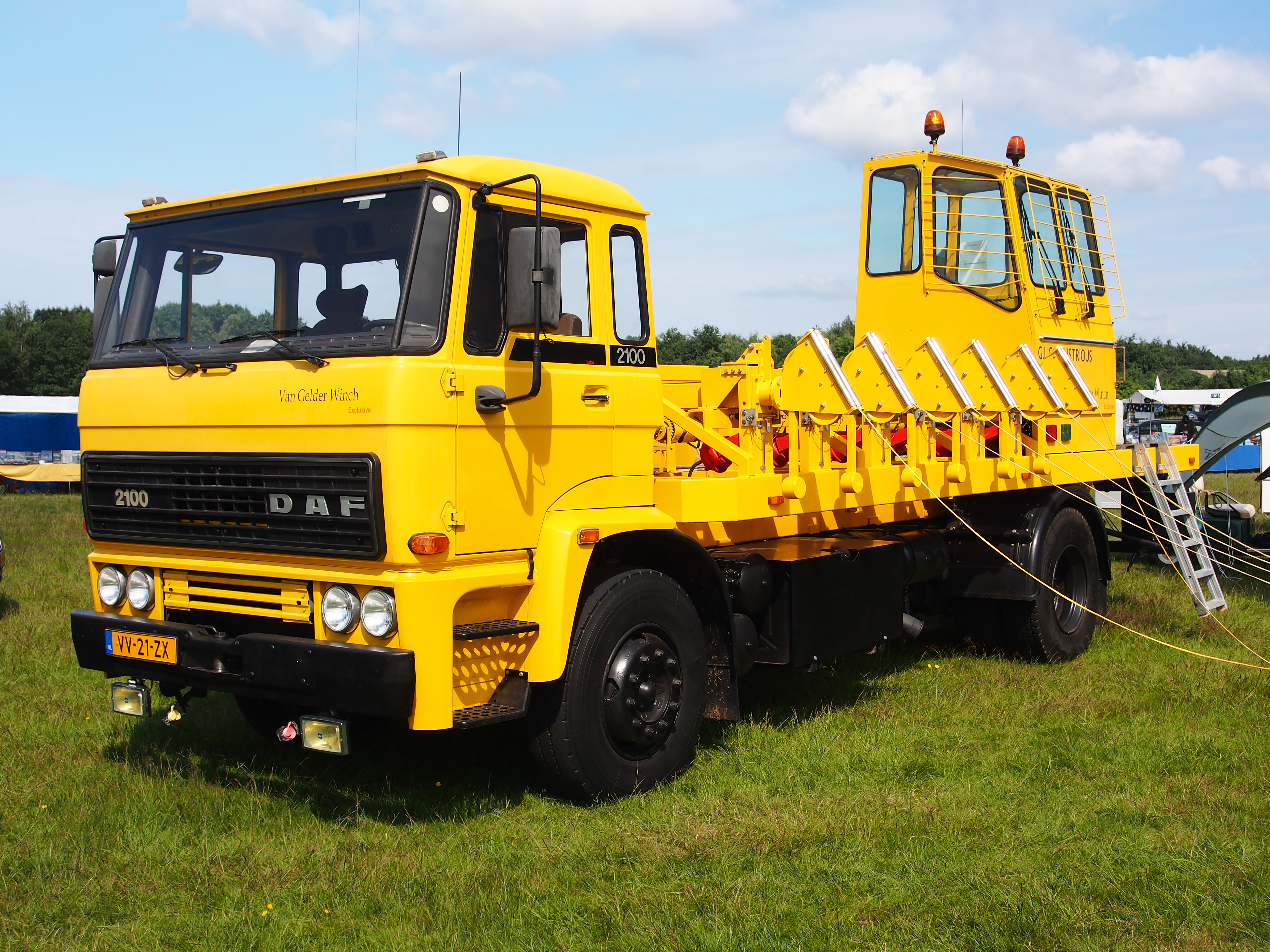
DAF 2100

De DAF F220 was een serie vrachtwagens van de Nederlandse vrachtwagenfabrikant DAF. De Eindhovense bouwer reageerde op de vraag vanuit het Verenigd Koninkrijk voor een lichtere vrachtwagen dan de DAF F241, maar met meer vermogen en werd in 1976 gepresenteerd op de Earl's Court Commercial Motor Show. De cabine kreeg meer het familiegezicht van F241, waardoor het een kleine versie van de F241 leek. Later volgden meer variaties met lichtere motoren. Het was de opvolger van de DAF F218.

## Facelift

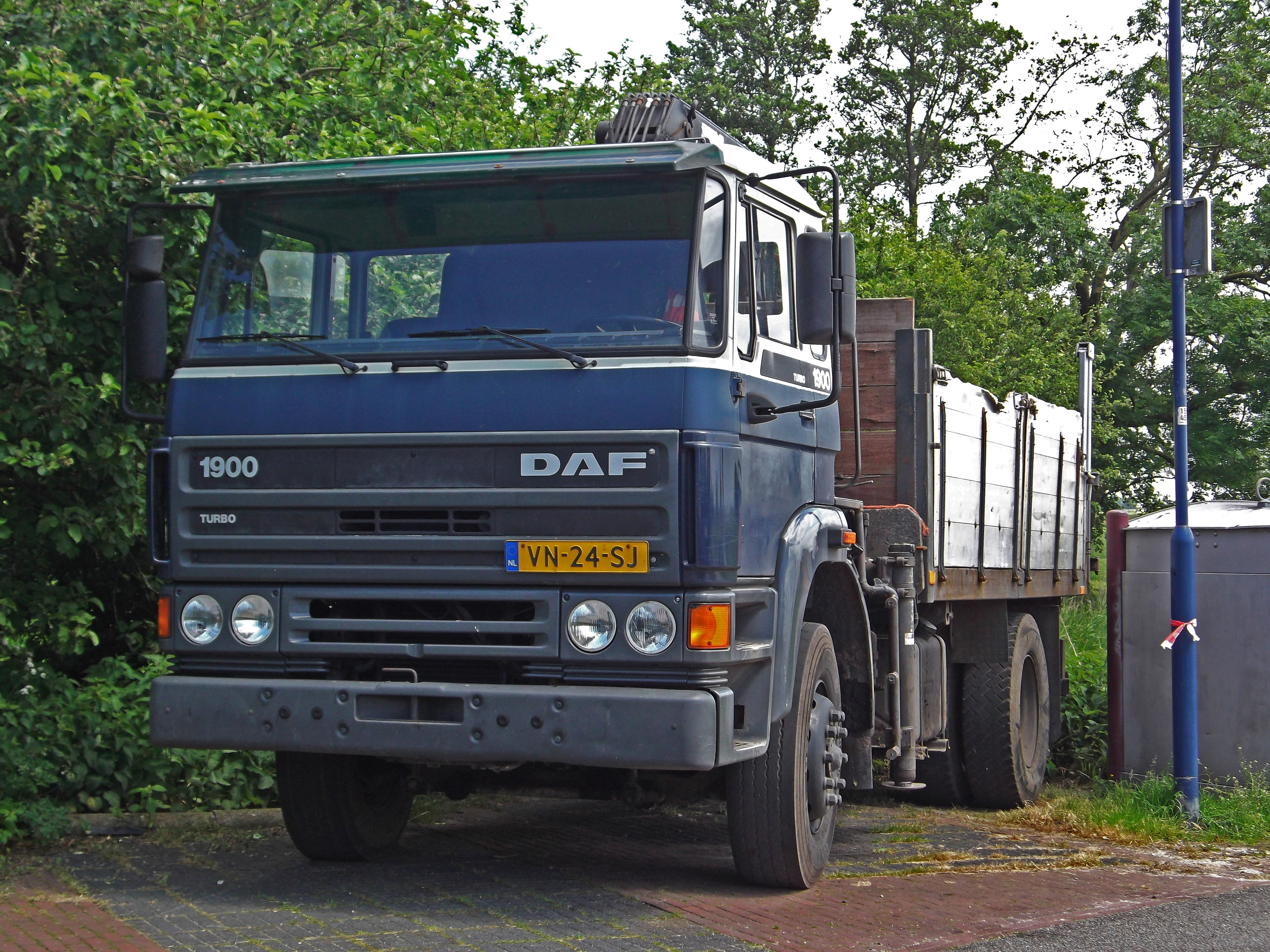
DAF 1900 (facelift)

Eind jaren '80 kregen de cabines een facelift, waardoor ze meer leken op de toen nieuw geïntroduceerde DAF 95. Niet lang daarna zou DAF de 65/75/85-serie introduceren, waarna de productie werd teruggeschroefd, om in 1995 te stoppen.

## Militaire variaties

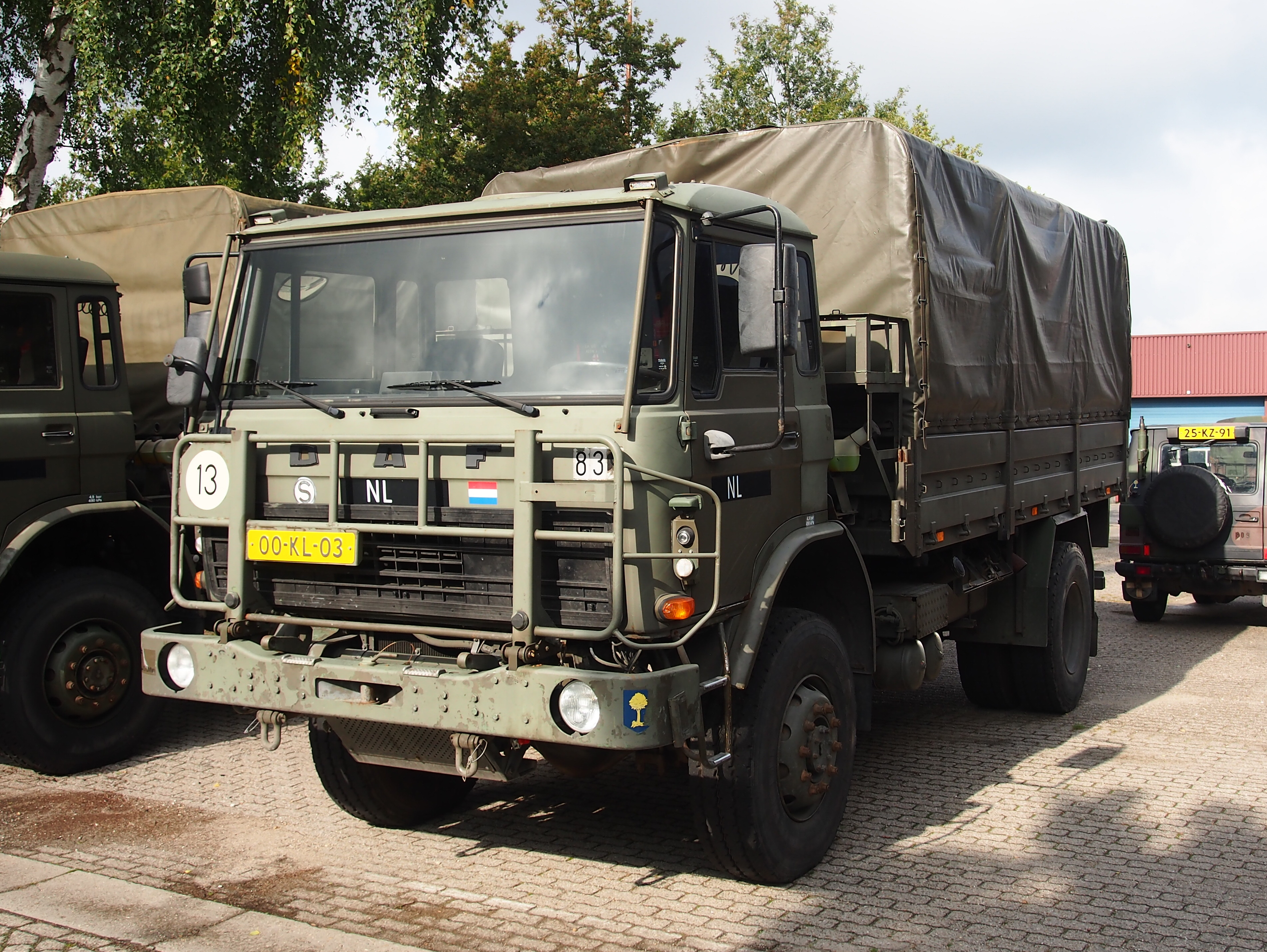
DAF YA 4442

De F218 en F220 werden gebruikt voor militaire vrachtwagens die voornamelijk aan het Nederlandse leger geleverd werden, zoals de DAF YA 4440/4442 en DAF YAZ-2300